# Liste des cardinaux créés par Clément VIII
Le pape Clément VIII (Ippolito Aldobrandini) (1592-1605)  a créé 53 cardinaux dans 6 consistoires. Dans le premier consistoire, il crée deux de ses neveux.

## 17 septembre 1593
- Lucio Sassi
- Francisco de Toledo Herrera, S.J.
- Pietro Aldobrandini
- Cinzio Passeri Aldobrandini

## 5 juin 1596
- Silvio Savelli
- Lorenzo Priuli
- Francesco Maria Tarugi, Orat.
- Ottavio Bandini
- Francesco Cornaro, iuniore
- Anne d'Escars de Givry, O.S.B.
- Gian Francesco Biandrate di San Giorgio Aldobrandini
- Camillo Borghese (futur pape Paul V)
- Cesare Baronio, Orat.
- Lorenzo Bianchetti
- Francisco de Ávila
- Fernando Niño de Guevara
- Bartolomeo Cesi
- Francesco Mantica
- Pompeio Arrigoni
- Andrea Baroni Peretti Montalto

## 18 décembre1596
- Philippe-Guillaume de Bavière

## 3 mars1599
- Bonifazio Bevilacqua Aldobrandini
- Bernardo de Rojas y Sandoval
- Alfonso Visconti
- Domenico Toschi
- Arnaud d'Ossat
- Paolo Emilio Zacchia
- Franz Seraph von Dietrichstein
- Silvio Antoniano
- Roberto Bellarmino, S.J.
- Bonviso Bonvisi
- François d'Escoubleau de Sourdis
- Alessandro d'Este
- Giovanni Battista Deti

- Guillaume d'Avançon, meurt avant sa création

## 1er septembre1603
- Silvestro Aldobrandini

## 9 juin1604
- Séraphin Olivier-Razali
- Domenico Ginnasi
- Antonio Zapata y Cisneros
- Filippo Spinelli
- Carlo Conti
- Bernard Maciejowski
- Carlo Gaudenzio Madruzzo
- Jacques Davy Du Perron
- Innocenzo del Bufalo
- Giovanni Delfino
- Giacomo Sannesio
- Erminio Valenti
- Girolamo Agucchi
- Girolamo Pamphilj
- Ferdinando Taverna
- Anselmo Marzato, O.F.M.Cap.
- Giovanni Doria
- Carlo Emmanuele Pio